# Supercoppa italiana 2021 (calcio femminile)
La Supercoppa italiana 2021 di calcio femminile è stata la venticinquesima edizione della Supercoppa italiana di calcio femminile. Il torneo si è disputato dal 5 all'8 gennaio 2022 allo stadio Domenico Francioni di Latina e allo stadio Benito Stirpe di Frosinone.
Per la seconda volta consecutiva la competizione si è disputata nell'anno solare successivo alla chiusura di Serie A e Coppa Italia, e, sempre per la seconda volta consecutiva prevede la partecipazione di 4 squadre con due semifinali e una finale.
Il trofeo è stato vinto per la terza volta consecutiva (e in totale) dalla Juventus, che ha vinto la finale contro il Milan per 2-1 in rimonta.

## Formato
Come successo nell'edizione precedente, a contendersi il trofeo sono quattro squadre: la Juventus, vincitrice del campionato di Serie A 2020-2021, la Roma, vincitrice della Coppa Italia 2020-2021, il Milan, seconda classificata in Serie A 2020-2021, e il Sassuolo terzo classificato nel campionato di Serie A 2020-2021. La competizione si svolge con due gare di semifinale in gara unica nella sede prestabilita, con le vincenti di queste sfide che accedono alla finale che assegna il trofeo, anch'essa in gara unica nella stessa sede.
La Juventus, prima classificata della Serie A 2020-2021 e la Roma, vincitrice della Coppa Italia 2020-2021 sono le teste di serie del sorteggio, dunque non possono sfidarsi tra di loro in semifinale; il 24 novembre 2021 la FIGC ha ufficializzato gli accoppiamenti delle semifinali che vedono la Juventus sfidare il Sassuolo e la Roma sfidare il Milan in una riedizione della finale dello scorso maggio a Reggio Emilia dove è stata assegnata la Coppa Italia. La finale è prevista l'8 gennaio 2022. Non verrà disputata la finale per il 3º e 4º posto.

## Squadre partecipanti
| Squadra  | Qualificazione                          | Ultima partecipazione    |
| -------- | --------------------------------------- | ------------------------ |
| Juventus | 1ª classificata in Serie A 2020-2021    | Supercoppa italiana 2020 |
| Roma     | vincitrice della Coppa Italia 2020-2021 | Supercoppa italiana 2020 |
| Milan    | finalista in Coppa Italia 2020-2021     | Supercoppa italiana 2020 |
| Sassuolo | 3ª classificata in Serie A 2020-2021    | Esordiente               |

## Risultati

### Tabellone
|  | Semifinali     | Semifinali     | Semifinali |          |       | Finale | Finale | Finale |  |
|  |                |                |            |          |       |        |        |        |  |
|  | Roma           | Roma           | 1          |          |       |        |        |        |  |
|  | Roma           | Roma           | 1          |          |       |        |        |        |  |
|  | Milan          | Milan          | 2          |          |       |        |        |        |  |
|  | Milan          | Milan          | 2          |          | Milan | Milan  | 1      |        |  |
|  |                |                |            |          | Milan | Milan  | 1      |        |  |
|  |                |                | Juventus   | Juventus | 2     |        |        |        |  |
|  | Juventus (dtr) | Juventus (dtr) | Juventus   | Juventus | 2     | 1 (4)  |        |        |  |
|  | Juventus (dtr) | Juventus (dtr) |            |          |       |        |        |        |  |
|  | Sassuolo       | Sassuolo       | 1 (3)      |          |       |        |        |        |  |

### Semifinali
| Arbitro: | Giordano (Novara) |

|              |           |                            |
| Ciccotti 74’ | Marcatori | 32’ Thomas 36’ Bergamaschi |

| Arbitro: | Carrione (Castellammare di Stabia) |

|                                              |                      |                                            |
| Nildén 10’                                   | Marcatori            | 11’ Clelland                               |
| Boattin Gama Girelli Bonansea Junge Pedersen | Tiri di rigore 4 – 3 | Dubcová Cantore Mihashi Clelland Philtjens |

### Finale
| Arbitro: | Ferrieri Caputi (Livorno) |

|                |           |                                    |
| Grimshaw 45+1’ | Marcatori | 50’ (aut.) Bergamaschi 88’ Girelli |

## Statistiche

### Classifica marcatrici
| Gol | Rigori |  | Giocatore             | Squadra  |
| --- | ------ |  | --------------------- | -------- |
| 1   |        |  | Valentina Bergamaschi | Milan    |
| 1   |        |  | Claudia Ciccotti      | Roma     |
| 1   |        |  | Lana Clelland         | Sassuolo |
| 1   |        |  | Cristiana Girelli     | Juventus |
| 1   |        |  | Christy Grimshaw      | Milan    |
| 1   |        |  | Amanda Nildén         | Juventus |
| 1   |        |  | Lindsey Thomas        | Milan    |